# I’ve Seen That Face Before (Libertango)
«I’ve Seen That Face Before (Libertango)» (с англ. — «Я видела это лицо прежде (Либертанго)») — песня, записанная ямайской певицей Грейс Джонс для её пятого студийного альбома Nightclubbing (1981).

## Композиция
Песня представляет собой переработанную версию инструментальной композиции аргентинского композитора Астора Пьяццоллы «Libertango» (1974). По звучанию данная песня представляет собой смесь танго, регги и шансона. Текст был написан самой Джонс и Барри Рейнольдсом. Лирически она описывает темную сторону парижской ночной жизни. Песня включает в себя разговорные части на французском языке. Джонс также записала версию песни на испанском языке под названием «Esta cara me es conocida», а также английскую версию с португальским речитативом.

## Коммерческий успех
Песня была выпущен как второй сингл с альбома Nightclubbing. Она имела коммерческий успех, войдя в топ-20 в пяти европейских странах, а также заняла первое место в Бельгии. На сегодняшний день считается самой популярной песней и визитной карточкой Джонс.

## Видеоклип
Песня известна своим музыкальным клипом, режиссёром которого является Жан-Поль Гуд. Он начинается с кадра, на котором Грейс одета в высокую чёрную шляпу, а её лицо скрыто под бумажной маской из трёх частей. Затем руки снимают с Грейс  части маски и шляпу, а кадр отдаляется и Джонс начинает исполнять песню, глядя прямо в камеру, и играет на аккордеоне (хотя в песне на самом деле звучит бандонеон). Затем камера масштабируется, показывая, что сцена на самом деле расположена на крыше высотного здания. Это видео является заключительной частью музыкального документального фильма Джонс «A One Man Show».

## Чарты
| Чарт (1981)                     | Высшая позиция |
| ------------------------------- | -------------- |
| Бельгия/Фландрия (Ultratop 50)  | 1              |
| Германия (GfK)                  | 16             |
| Испания (PROMUSICAE)            | 14             |
| Италия (Musica e dischi)        | 44             |
| Нидерланды (Dutch Top 40)       | 2              |
| Нидерланды (Single Top 100)     | 4              |
| Франция (IFOP)                  | 35             |
| Швейцария (Schweizer Hitparade) | 9              |
| Швеция (Sverigetopplistan)      | 20             |
| Чарт (2016)                     | Высшая позиция |
| Франция (SNEP)                  | 109            |

## Использование в медиа
Эта песня была использована в ключевых моментах триллера Романа Полански 1988 года «Неистовый», однако песня не была включена в официальный сборник саундтреков. Она также фигурирует в боевике «Без компромиссов» и втором эпизоде первого сезона телесериала «Поза». Песня также использовалась в советском телефильме «Криминальный талант».